# Abbaye de Söflingen
L'abbaye de Söflingen est une abbaye située à Ulm en Allemagne.